# Saint-Loup-Terrier
Pour les articles homonymes, voir Saint-Loup.
Saint-Loup-Terrier est une commune française, située dans le département des Ardennes en région Grand Est.

## Géographie

### Localisation
| Wignicourt          | Mazerny Baâlons    | Bouvellemont |
| Chesnois-Auboncourt | Saint-Loup-Terrier | Jonval       |
| Écordal             | Guincourt          | Tourteron    |

### Principaux lieux-dits et écarts
- le Terme (intégré au village)
- Terrier
- la Nau d'Huy
- La Cour des Rois
- les Normands
- le Préféré
- le Canivet
- Bartilleux

### Hydrographie
La commune est dans la région hydrographique « la Seine du confluent de l'Oise (inclus) à l'embouchure » au sein du bassin Seine-Normandie. Elle est drainée par le ruisseau de Saint-Lambert, le cours d'eau 01 de la commune de Tourteron, un bras de Saint-Lambert, le Fossé 02 de la commune de Saint-Loup-Terrier et le Fossé 01 de la commune d'Ecordal,.
Le ruisseau de Saint-Lambert, d'une longueur de 21 km, prend sa source dans la commune de Baâlon et se jette  dans l'Aisne à Attigny, après avoir traversé neuf communes.

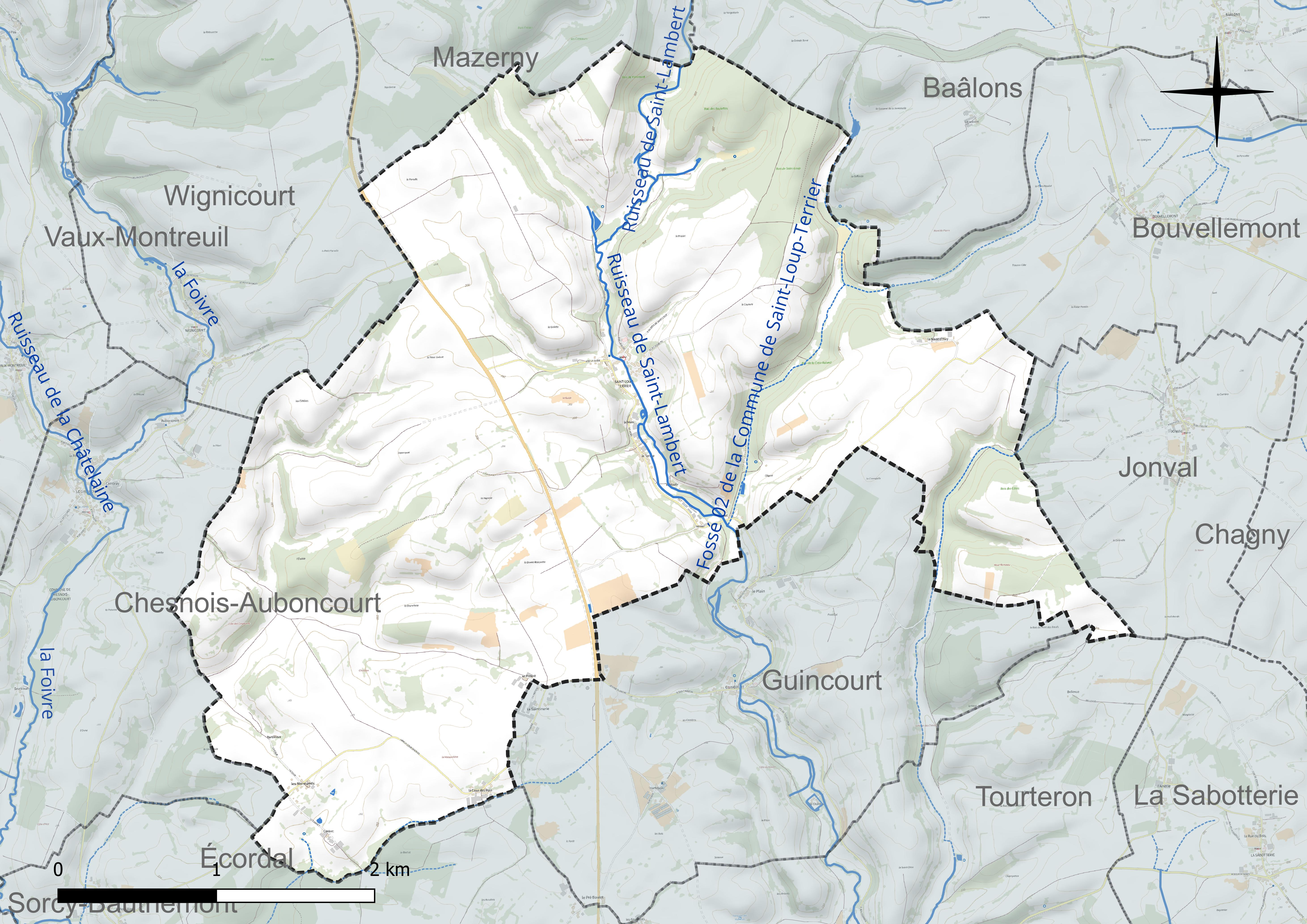
Réseau hydrographique de Saint-Loup-Terrier.

### Climat
Pour des articles plus généraux, voir Climat du Grand Est et Climat des Ardennes.
En 2010, le climat de la commune est de type climat des marges montargnardes, selon une étude du Centre national de la recherche scientifique s'appuyant sur une série de données couvrant la période 1971-2000. En 2020, Météo-France publie une typologie des climats de la France métropolitaine dans laquelle la commune est exposée à un climat océanique altéré et est dans la région climatique Nord-est du bassin Parisien, caractérisée par un ensoleillement médiocre, une pluviométrie moyenne régulièrement répartie au cours de l’année et un hiver froid (3 °C).
Pour la période 1971-2000, la température annuelle moyenne est de 9,8 °C, avec une amplitude thermique annuelle de 15,6 °C. Le cumul annuel moyen de précipitations est de 892 mm, avec 13,7 jours de précipitations en janvier et 9,5 jours en juillet. Pour la période 1991-2020, la température moyenne annuelle observée sur la station météorologique de Météo-France la plus proche, « Launois-sur-Vence_sapc », sur la commune de Launois-sur-Vence à 10 km à vol d'oiseau, est de 10,5 °C et le cumul annuel moyen de précipitations est de 889,5 mm. 
La température maximale relevée sur cette station est de 39,4 °C, atteinte le 25 juillet 2019 ; la température minimale est de −13,2 °C, atteinte le 20 janvier 2024,,.
Les paramètres climatiques de la commune ont été estimés pour le milieu du siècle (2041-2070) selon différents scénarios d'émission de gaz à effet de serre à partir des nouvelles projections climatiques de référence DRIAS-2020. Ils sont consultables sur un site dédié publié par Météo-France en novembre 2022.

## Urbanisme

### Typologie
Au 1er janvier 2024, Saint-Loup-Terrier est catégorisée commune rurale à habitat très dispersé, selon la nouvelle grille communale de densité à 7 niveaux définie par l'Insee en 2022.
Elle est située hors unité urbaine. Par ailleurs la commune fait partie de l'aire d'attraction de Charleville-Mézières, dont elle est une commune de la couronne,. Cette aire, qui regroupe 132 communes, est catégorisée dans les aires de 50 000 à moins de 200 000 habitants,.

### Occupation des sols
L'occupation des sols de la commune, telle qu'elle ressort de la base de données européenne d’occupation biophysique des sols Corine Land Cover (CLC), est marquée par l'importance des territoires agricoles (83,3 % en 2018), une proportion identique à celle de 1990 (83,3 %). La répartition détaillée en 2018 est la suivante : 
terres arables (45,6 %), prairies (37,7 %), forêts (16,7 %). L'évolution de l’occupation des sols de la commune et de ses infrastructures peut être observée sur les différentes représentations cartographiques du territoire : la carte de Cassini (XVIIIe siècle), la carte d'état-major (1820-1866) et les cartes ou photos aériennes de l'IGN pour la période actuelle (1950 à aujourd'hui).

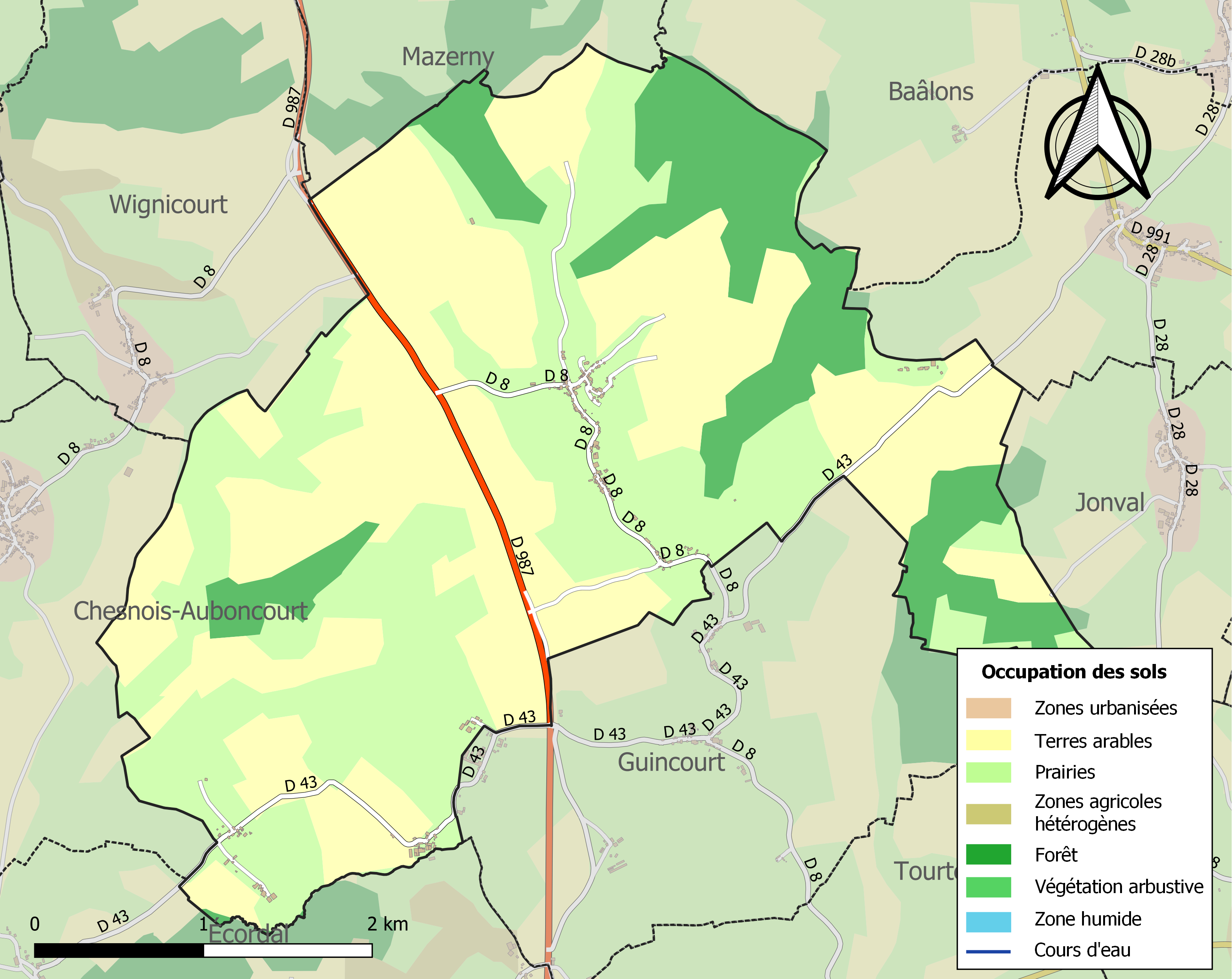
Carte des infrastructures et de l'occupation des sols de la commune en 2018 (CLC).

## Toponymie
Le nom de la localité est attesté sous les formes Sanctus Lupus en 1239, Saint Leu en 1292.
 
Saint-Loup est un hagiotoponyme qui fait référence à Loup de Troyes, l'église de la commune lui est dédiée.
Terrier est un ancien hameau de la commune.

## Histoire
La commune de Saint-Loup-Terrier est née de la fusion, en 1828, des deux communes de Saint-Loup-aux-Bois et de Terrier. Le village actuel est constitué des deux anciennes localités de l'ex-commune de Saint-Loup-aux-Bois ; le village éponyme ainsi que le hameau du Terme (localité qui est toujours indiquée par des panneaux de lieu-dit, apposés à ceux du nouveau village de Saint-Loup-Terrier). Terrier est, à présent, un hameau de la nouvelle commune.

## Politique et administration
| Période                                  | Période                   | Identité                                         | Étiquette | Qualité         |
| ---------------------------------------- | ------------------------- | ------------------------------------------------ | --------- | --------------- |
| avant 1875                               | après 1879                | Collet                                           |           |                 |
| mars 2001                                | mars 2008                 | Jean-Claude Poulain                              |           |                 |
| mars 2008                                | En cours (au 24 mai 2020) | Christian Belloy, Réélu pour le mandat 2020-2026 | LR        | Cadre supérieur |
| Les données manquantes sont à compléter. |                           |                                                  |           |                 |

## Démographie
L'évolution du nombre d'habitants est connue à travers les recensements de la population effectués dans la commune depuis 1793. Pour les communes de moins de 10 000 habitants, une enquête de recensement portant sur toute la population est réalisée tous les cinq ans, les populations de référence des années intermédiaires étant quant à elles estimées par interpolation ou extrapolation. Pour la commune, le premier recensement exhaustif entrant dans le cadre du nouveau dispositif a été réalisé en 2008.

En 2022, la commune comptait 179 habitants, en évolution de +0,56 % par rapport à 2016 (Ardennes : −2,97 %, France hors Mayotte : +2,11 %).
| 1793 | 1800 | 1806 | 1821 | 1831 | 1836 | 1841 | 1846 | 1851 |
| ---- | ---- | ---- | ---- | ---- | ---- | ---- | ---- | ---- |
| 290  | 311  | 302  | 334  | 594  | 539  | 635  | 640  | 659  |

| 1866 | 1872 | 1876 | 1881 | 1886 | 1891 | 1896 | 1901 | 1906 |
| ---- | ---- | ---- | ---- | ---- | ---- | ---- | ---- | ---- |
| 582  | 529  | 517  | 507  | 509  | 503  | 490  | 421  | 396  |

| 1911 | 1921 | 1926 | 1931 | 1936 | 1946 | 1954 | 1962 | 1968 |
| ---- | ---- | ---- | ---- | ---- | ---- | ---- | ---- | ---- |
| 369  | 307  | 278  | 265  | 261  | 220  | 223  | 218  | 203  |

| 1975 | 1982 | 1990 | 1999 | 2006 | 2008 | 2013 | 2018 | 2022 |
| ---- | ---- | ---- | ---- | ---- | ---- | ---- | ---- | ---- |
| 166  | 156  | 167  | 154  | 160  | 162  | 170  | 180  | 179  |

## Culture locale et patrimoine

### Lieux et monuments
- Église Saint-Loup, classée parmi les monuments historiques en 1984[24], possède notamment des fresques et une belle voûte lambrissée du XVIe siècle (inaccessible aux visiteurs), et de belles boiseries du XVIIIe siècle dans la sacristie.

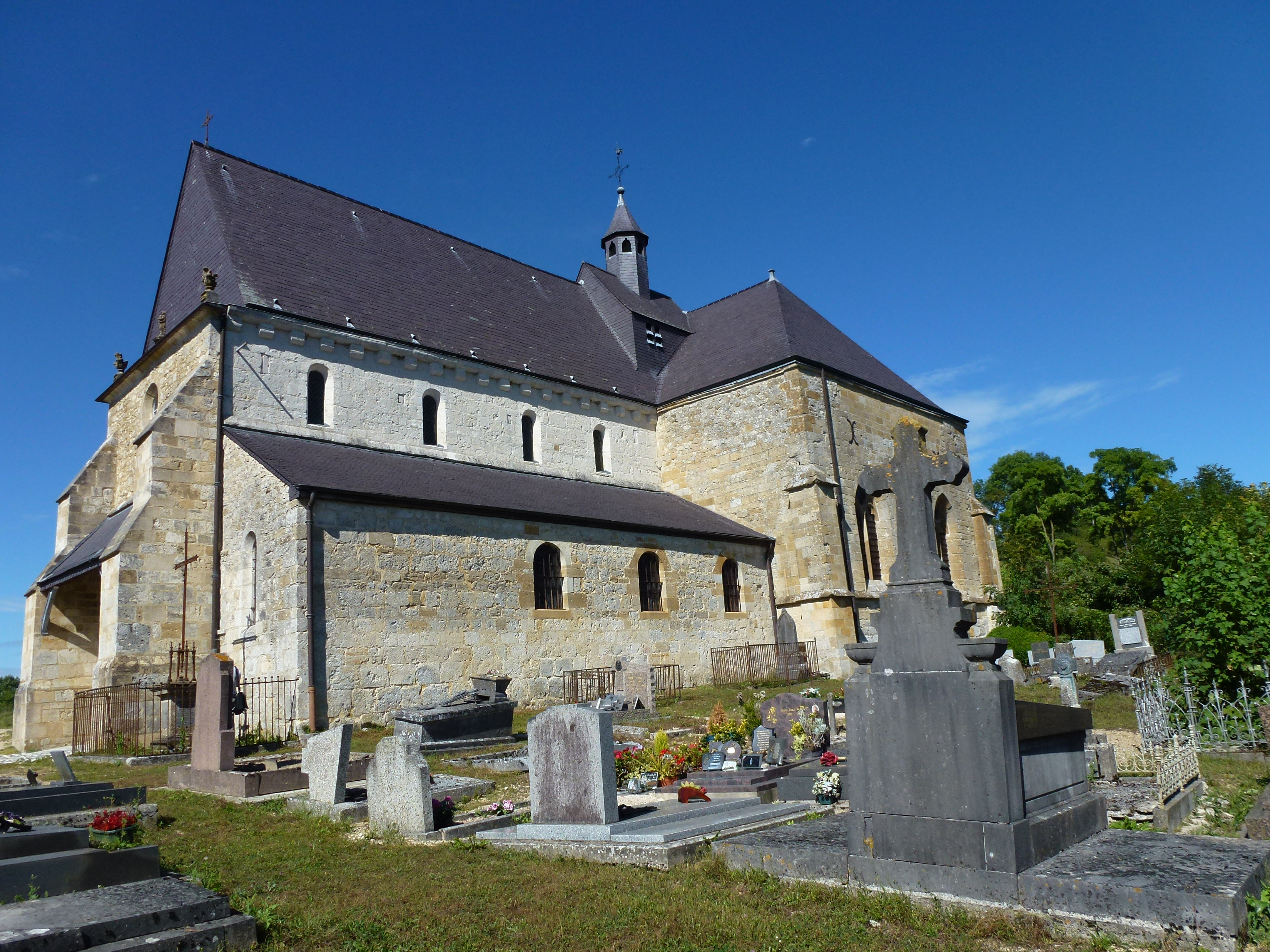
L'église Saint-Loup vue du sud.
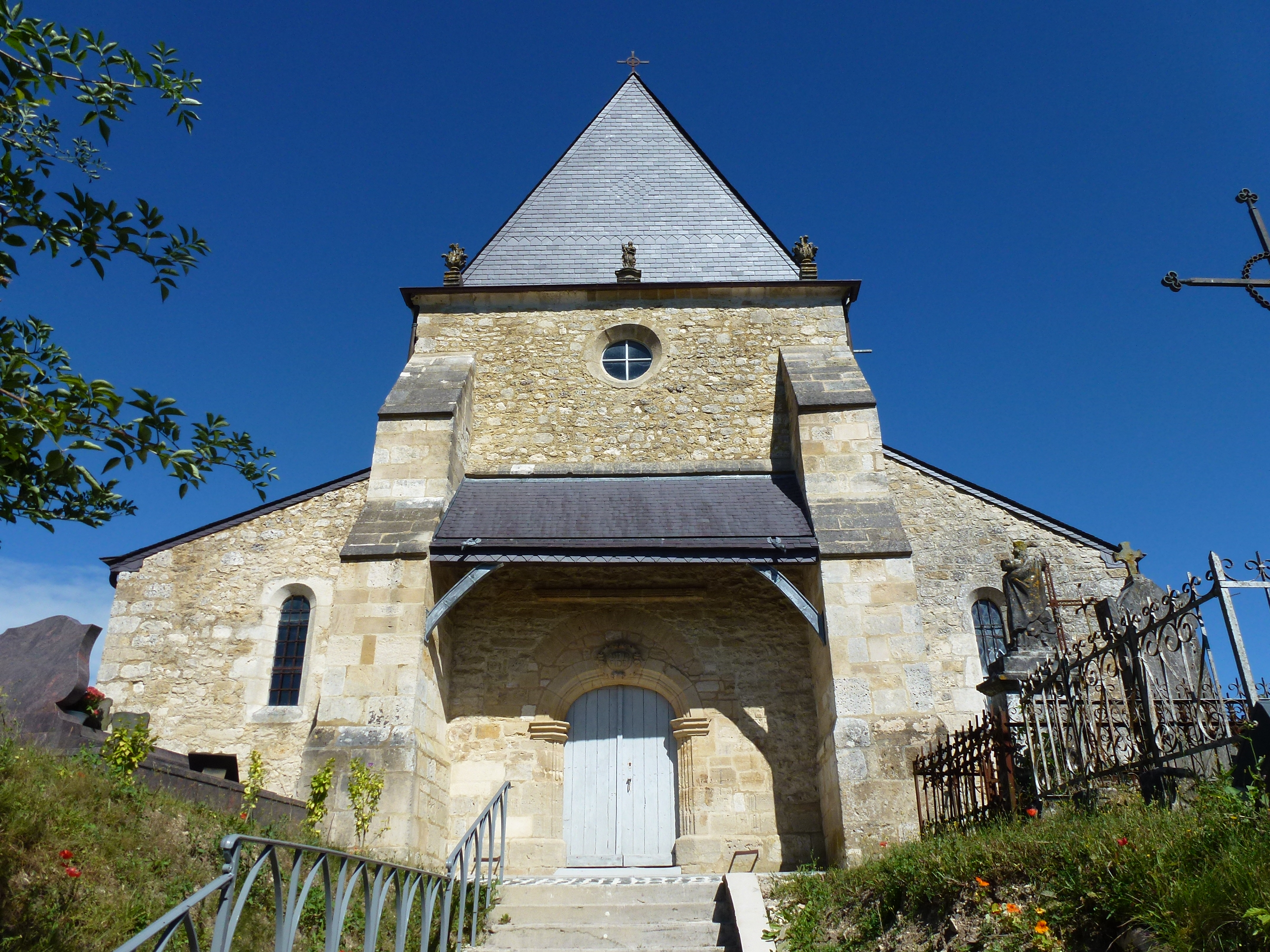
Porche d'entrée de l'église Saint-Loup.
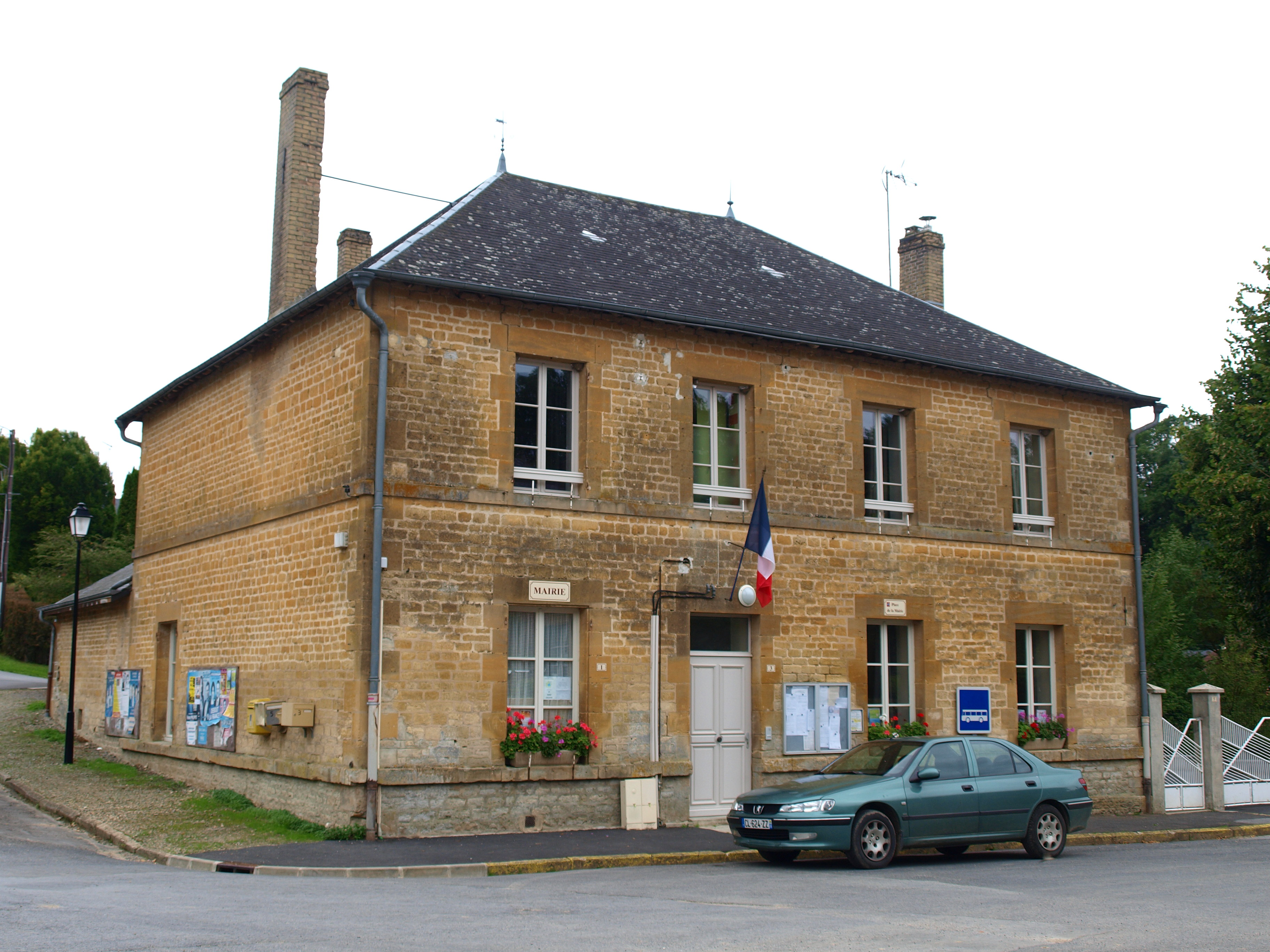
La mairie de Saint-Loup-Terrier.
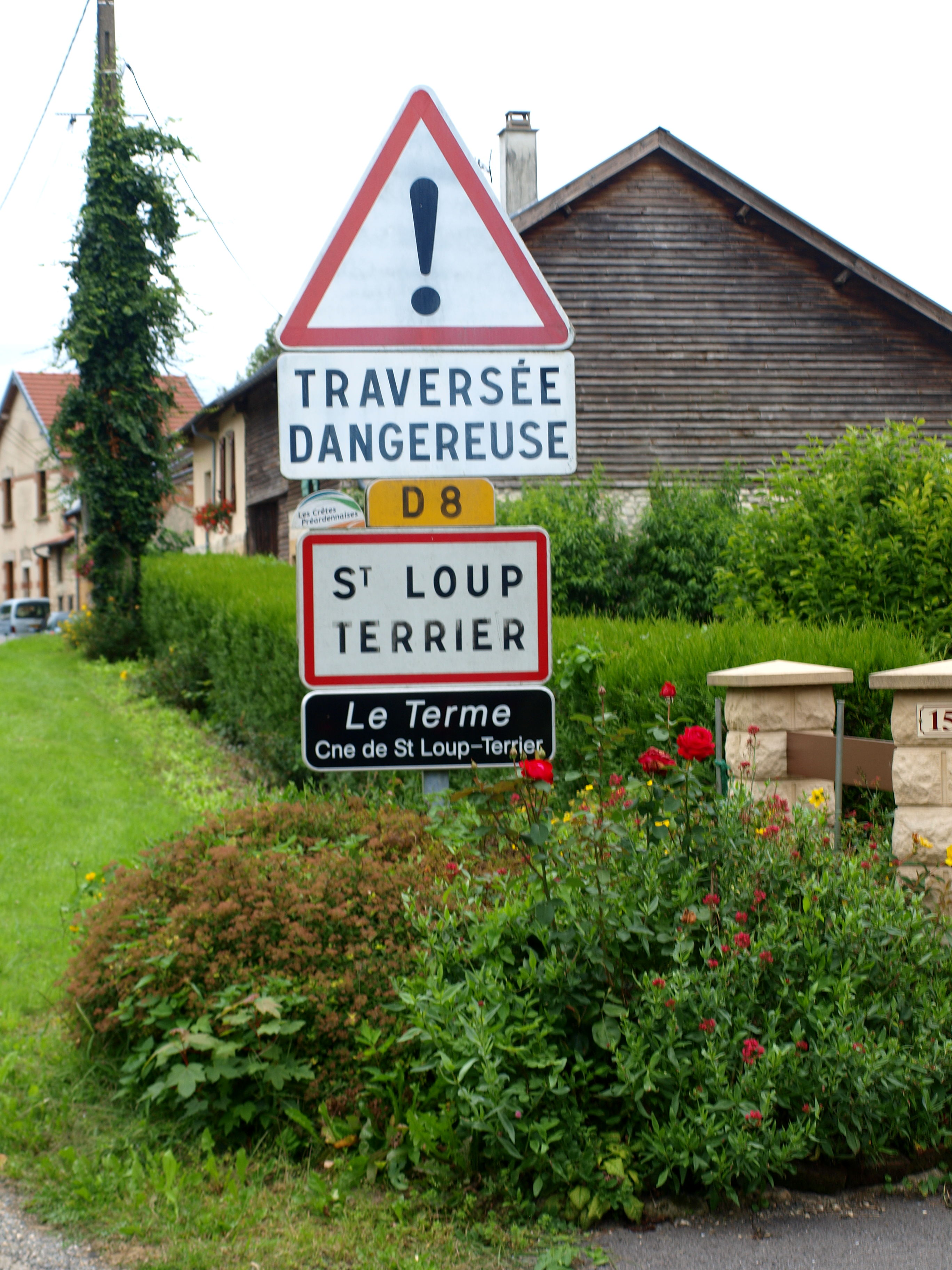
Entrée du village en venant de Guincourt.
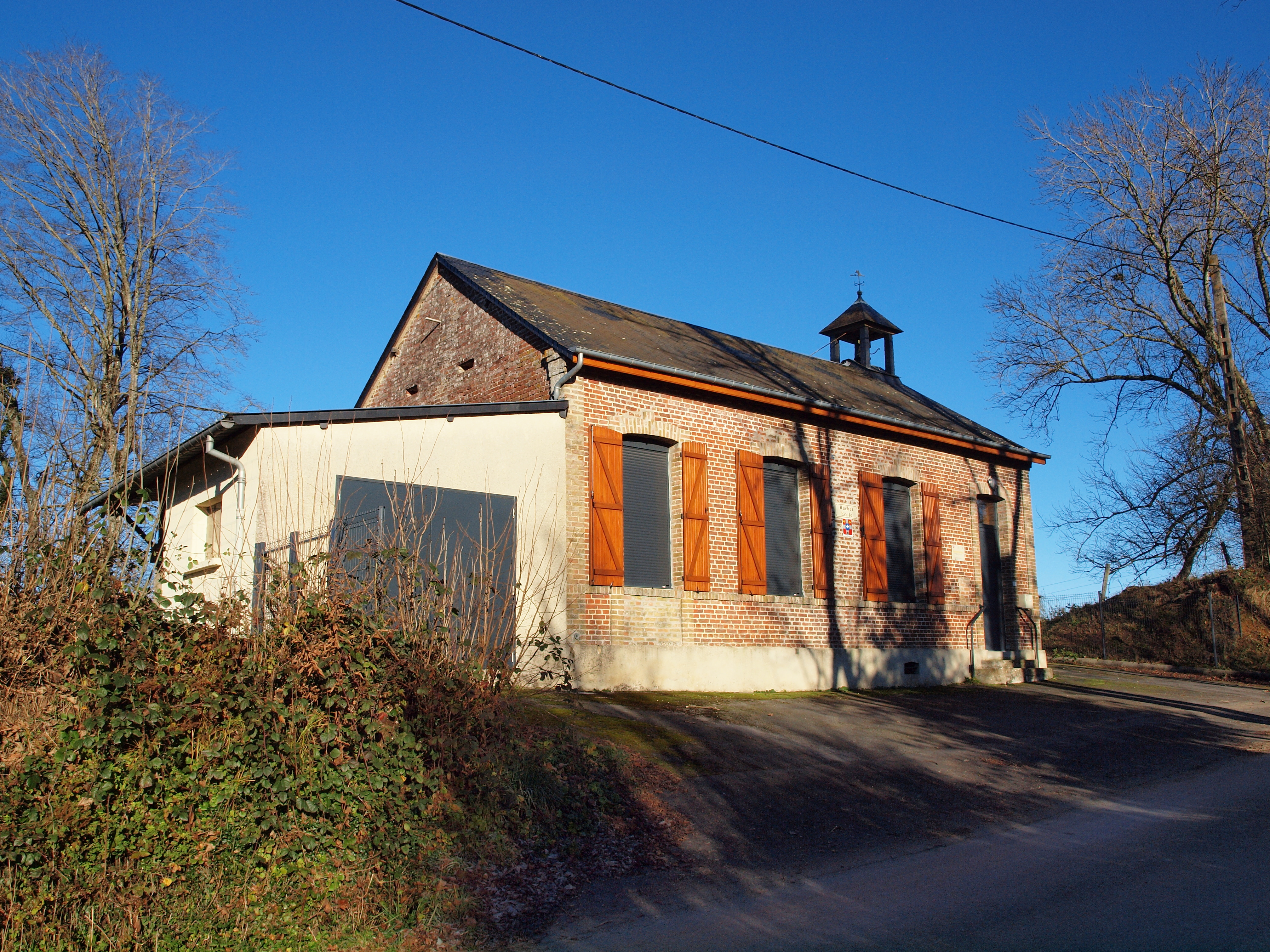
Le rucher-école au hameau de la Cour des Rois.

### Personnalités liées à la commune
- Henri de Briquemault (mort le 16 août 1692), fut le seigneur de Saint-Loup-aux-Bois. Il était membre du conseil des modérateurs de l'académie de Sedan, lieutenant-général de la cavalerie de la sérénité électorale de Brandebourg. Il figure parmi les bienfaiteurs des colonies protestantes qui se fixèrent dans ce pays après la révocation de l'édit de Nantes en 1685[25].
- Louis de Monfrabeuf (1724-1792), ses parents s'y marièrent en 1723[26].

### Héraldique
| Armes de Saint-Loup-Terrier | Les armes de Saint-Loup-Terrier se blasonnent ainsi : De gueules à la croix d’argent chargée en pointe d’une molette d’éperon de sable, cantonnée en chef de deux fleurs de lys d’or, à l’écusson d’azur brochant en cœur, à la colombe fondante d’argent tenant la Sainte Ampoule de gueules. |